# Raufarhöfn
Raufarhöfn è un villaggio dell'Islanda nella municipalità di Norðurþing di 183 abitanti.
Verso la fine del XX secolo il villaggio attraversò un crollo demografico che diminuì di oltre la metà la popolazione locale.